# Alba Frenzel

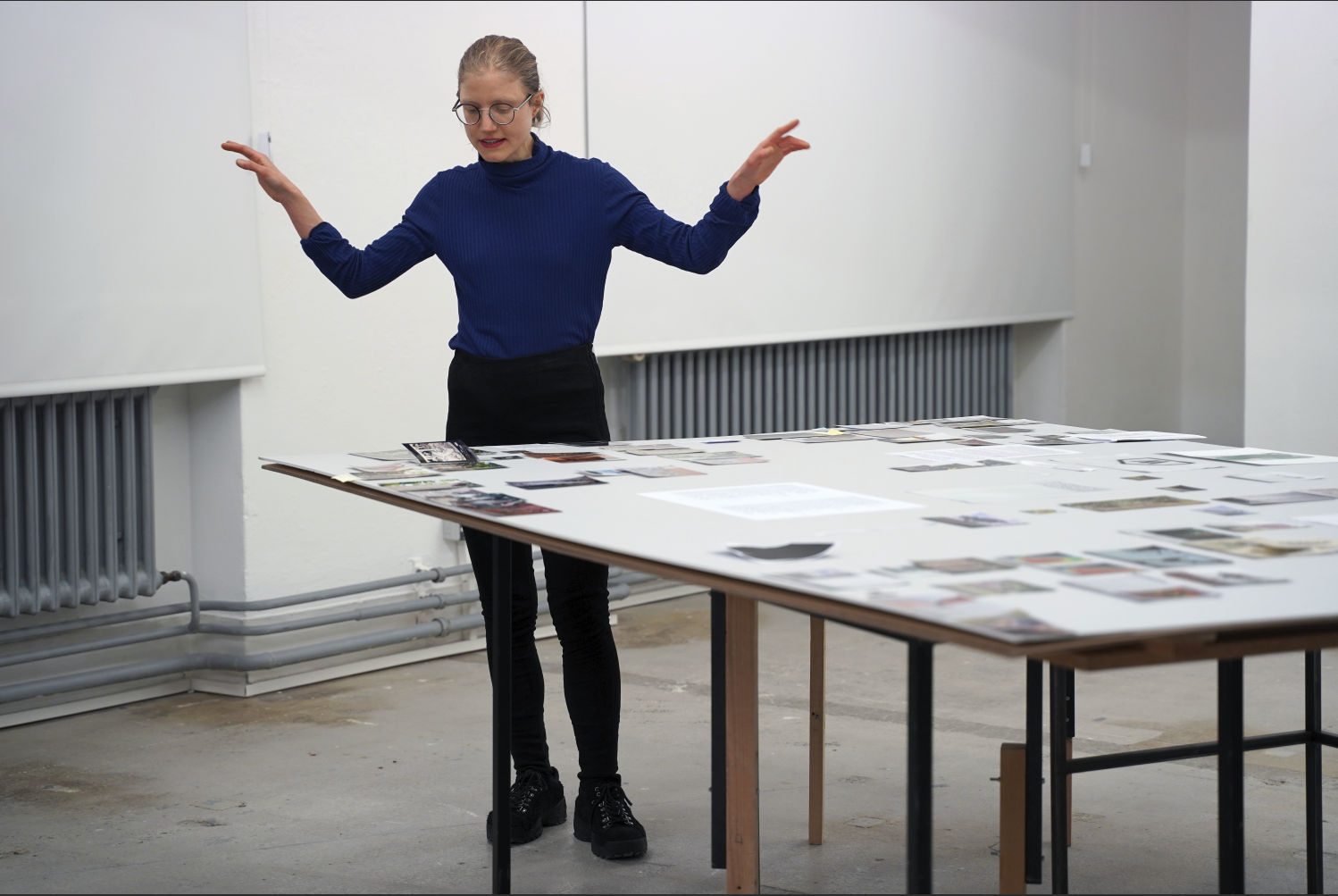
Alba Frenzel bei einer Performance im Künstlerhaus Stuttgart (2022)

Alba Frenzel (* 20. Dezember 1984 in Berlin) ist eine deutsche Künstlerin.

## Leben
Alba Frenzel studierte von 2009 bis 2017 an der Hochschule für Grafik und Buchkunst Leipzig bei Peter Piller in der Klasse „Fotografie im Feld zeitgenössischer Kunst“. Nach einem zweijährigen Atelier-Stipendium im Künstlerhaus Stuttgart lebt und arbeitet sie seit Ende 2024 in Münster.

## Werk
In ihrer Arbeit interessiert sich Frenzel dafür, wie „lebendige Kunst“ entsteht, sie erstellt etwa Fotogramme von Hühnereiern „in allen denkbaren Aggregatzuständen“ oder erforscht künstlerische Facetten des Leberwurstbaumes. Frenzel bezeichnet sich selbst als „Artenforscherin“ und beschäftigt sich gerne mit ungeliebten Dingen, „die weniger Betrachtung finden in der Gesellschaft, die mit der Zeit an Bedeutung verloren haben oder durch Neues ersetzt wurden“, z. B. Trennblätter, Tipp-Ex-Korrekturband, Speiseeis, Staub und Eier. Sie möchte mit ihren Bildern Horizonte „zu bereits bestehenden Phänomenen“ öffnen. Frenzel beeindruckt durch ihre „ungewöhnliche Herangehensweise an das Material, den künstlerischen Prozess und die Präsentation der Arbeiten.“
In ihrem ersten Buch „Kreatur o.T.“ veröffentlicht sie z. B. 276 aus ihrem eigenen Archiv aussortierte analoge Fotos, die mit ihren kleinen Fehlern wie Staub, Kratzern oder Flecken, „das reine Bild zerstören und daher seit jeher wegretuschiert werden“. Diese Fotos nennt sie „Kreaturen“, eine, wie sie sagt, seit der Revolution der digitalen Fotografie vom Aussterben bedrohte Art. Die Auflage des Buchs entspricht genau der Anzahl der Kreaturen. Jedes gedruckte Exemplar zeigt eine andere Kreatur auf dem Cover.
Frenzel möchte ihren künstlerischen Arbeitsprozess aus dem Verborgenen herausholen und zum Gegenstand der Arbeit selbst und somit öffentlich machen.

## Stimmen zum Werk
„3-, 5-, 7-Minuten Eier, Spiegelei, Rührei, Ei in Scheiben, rohes Ei – die gesamte Palette denkbarer Aggregatzustände von Hühnereiern wird von Alba Frenzel auf Fotopapier gelegt, variierenden Einfallswinkeln von Licht und diversen Papieren ausgesetzt. So entstehen Fotogramme und diese Art der kameralosen Bilderzeugung geht quer durch die Geschichte der Fotografie. Mutet uns also die Technik wie ein alter Bekannter an, so ist das finale Gewand der unikaten Laborergebnisse, in dem Fotopapier, Licht, Ei an der Wand erscheint, doch erfrischend neu. Die Künstlerin, die ihre Farbfotogramme ohne Rahmen an die Wand bringt, beschneidet ihre Blätter. Daraus entwickelt sich eine überraschende Choreographie, deren Aura des kalkuliert Unperfekten integrativer Bestandteil ihrer visuellen Stärke ist.“

„Alba Frenzel widmet sich als "Artenforscherin" der fotografischen Erforschung von Alltagsmaterialien, wie Ei, Speiseeis, Münzen, Farbnamen, Tip-Ex, Postkarten, Nachschlagewerke und Staub. Die Jury beeindruckte die ungewöhnliche Herangehensweise an das Material, den künstlerischen Prozess und die Präsentation der Arbeiten.“

„Weil ich herausfinden möchte, wie lebendige Kunst entsteht, habe ich das Stichwort "Leben" im Duden nachgeschlagen und stieß auf den Leberwurstbaum. Mein Projekt ist eine großangelegte Forschung, in der mit dem Leberwurstbaum so umgegangen wird, als ob er Kunst sei oder mit Kunst, als sei sie ein Leberwurstbaum. Dabei werden die Qualitäten des Baumes ausgewählt, die sich auf die Eigenschaften von Kunst umdenken lassen. Auf diesem Weg erdet sich Kunst und wir lernen den Leberwurstbaum kennen. Die Leberwurstbaum und Kunst Gemeinsamkeitsforschung wird in zeitlichen Ab- und Entwicklungszuständen an verschiedenen Orten präsentiert.“

## Stipendien und Auszeichnungen
- 2017: Gute Aussichten – junge deutsche Fotografie 2017/2018[5]
- 2020: Landesstipendiatin im Künstler- und Stipendiatenhaus Salzwedel[15]
- 2021: Aenne-Biermann-Preis (1. Platz)[10]
- 2021/2022: Stipendiatin Künstlerhaus Stuttgart[4]
- 2023: Stipendiatin der Stiftung Kunstfonds[16]

## Einzelausstellungen
- 2017: Stimmungsvoller Winkel, Galerie b2, Leipzig[17]
- 2021: Leberwurstbaum und Kunst: Gemeinsamkeitsforschung, Künstlerhaus Stuttgart
- 2022: Dienstagswerkstatt XII: Lecture Performance Leberwurstbaum und Kunst Gemeinsamkeitsforschung, Künstlerhaus Stuttgart[18]

## Gemeinschaftsausstellungen (Auswahl)

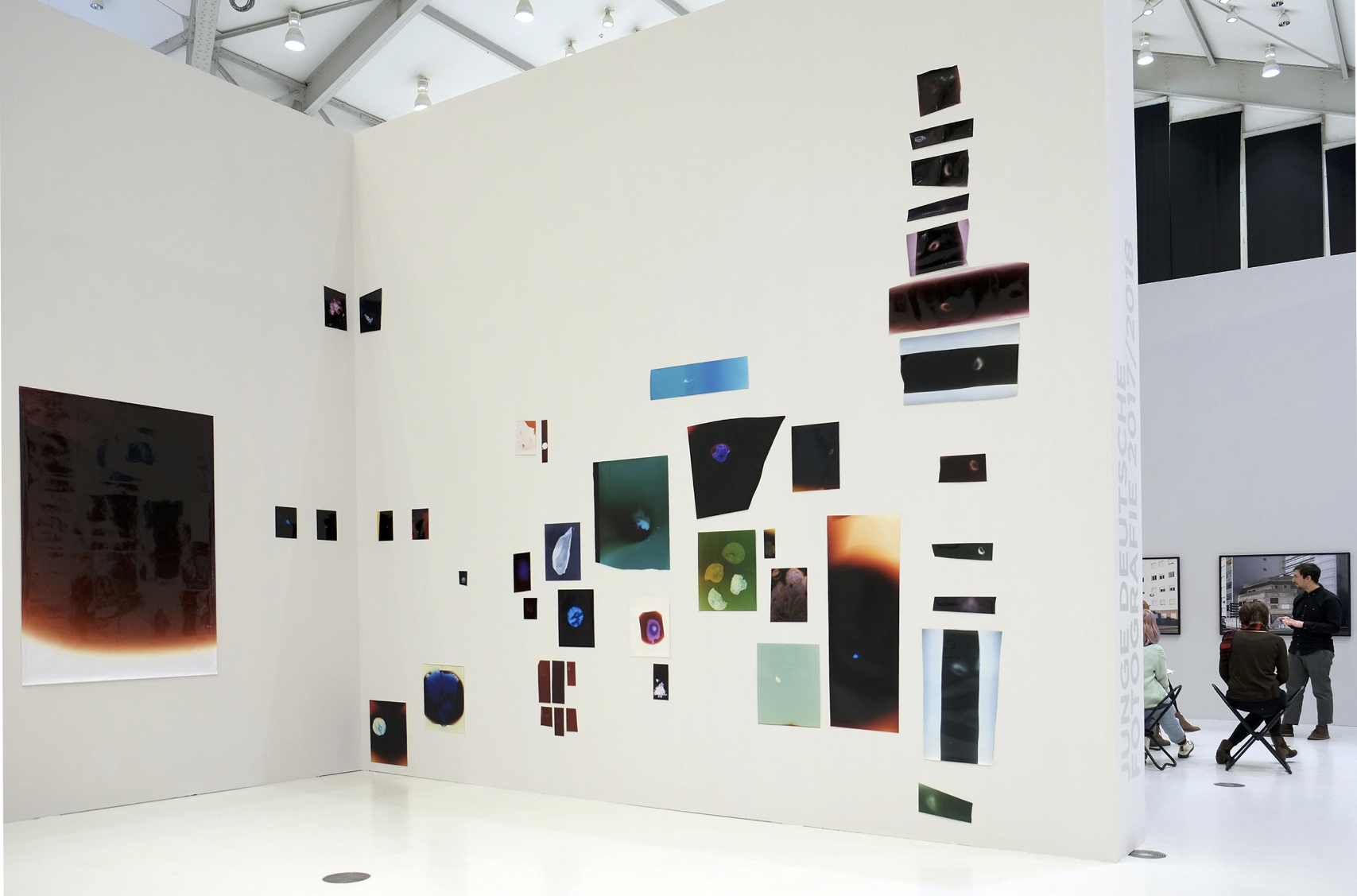
Fotopapier, Licht, Ei 52 Unikate Fotogramme, Installationsansicht in der Ausstellung gute aussichten – junge deutsche fotografie / new german photography 2017/2018 in Hamburg

Trennblätterbefreiung in der Gemeinschaftsausstellung Cape im Bistro 21, Raum für zeitgenössische Kunst, Leipzig (2019/20)

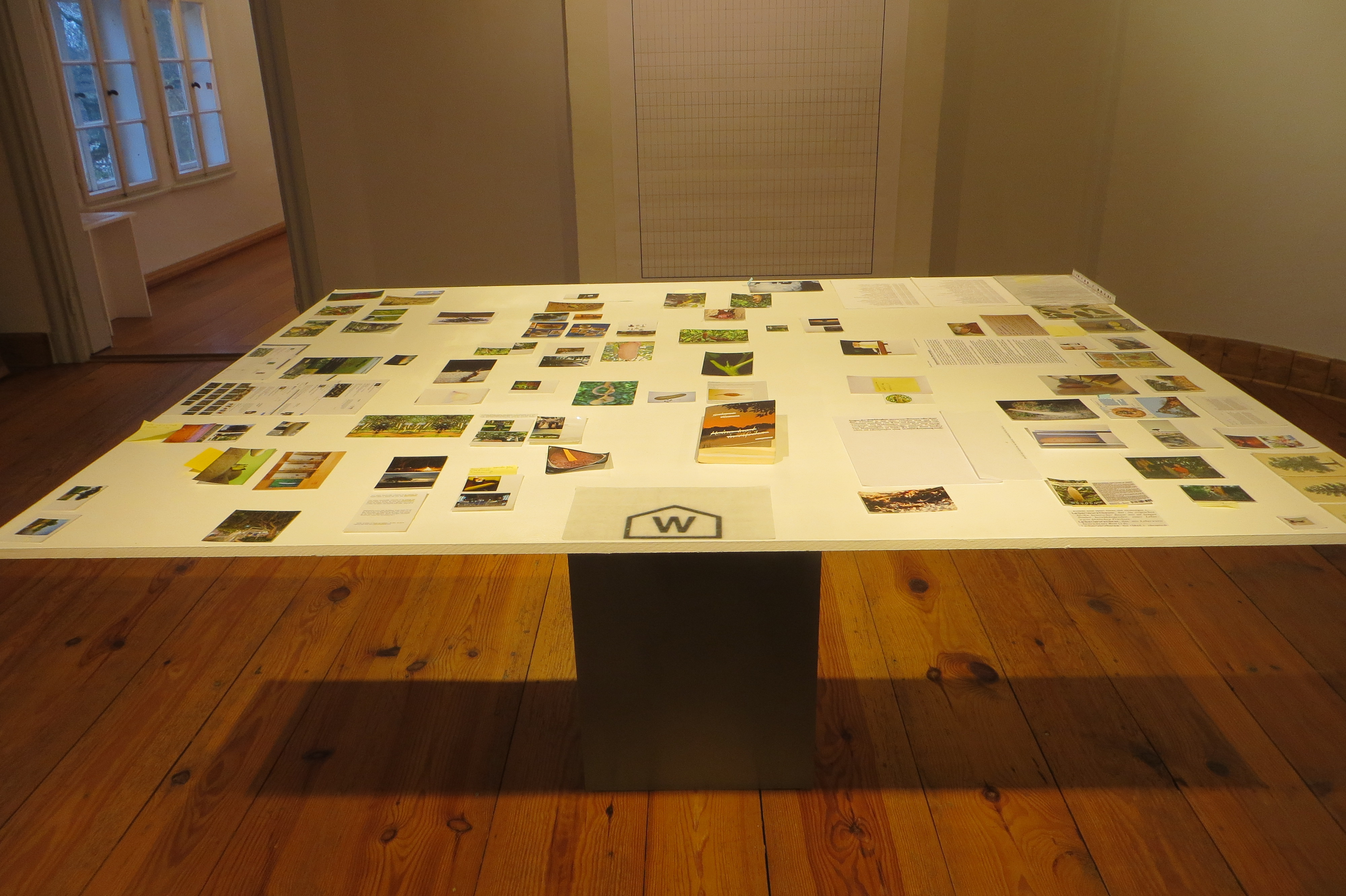
Materialsammlung Leberwurstbaum und Kunst Gemeinsamkeitsforschung (Salzwedel, 2021)

- 2004: Aus Kindern wurden Briefe, Neue Synagoge (Berlin) – Centrum Judaicum, Berlin
- 2012: Dlf 1874: Die Biografie der Bilder – eine Inventur der Voraussetzungen, Halle 14, Baumwollspinnerei, Leipzig
- 2013: Nosotros no somos familia, Valada Santa Lucia, Maracaibo, Venezuela
- 2013: Takk Cherie, F14, Dresden
- 2015: Zurück aus Japan, Das Japanische Haus, Leipzig[19]
- 2015: 10 Commandments, in Kooperation mit dem Goethe-Institut, Minshar School of Art, Tel Aviv, Israel
- 2017: Diplomausstellung der Hochschule für Grafik und Buchkunst (HGB) Leipzig[20]
- 2017: gute aussichten – junge deutsche fotografie / new german photography 2017/2018, NRW Forum, Düsseldorf
- 2018: gute aussichten – junge deutsche fotografie / new german photography 2017/2018, Deichtorhallen, Hamburg; Landesmuseum, Koblenz; Goethe-Institut, Hanoi, Vietnam; Goethe-Institut Nicosia, Zypern[21]
- 2019/20: Cape, Bistro 21, Raum für zeitgenössische Kunst, Leipzig[22][23]
- 2021: Buchpremiere und Ausstellung „Kreatur o.T“, Vexer Verlag Berlin
- 2021: 13. Aenne-Biermann-Preis, Bundesweiter Wettbewerb für deutsche Gegenwartsfotografie, Museum für Angewandte Kunst, Gera[24]
- 2021: StipendiatenArt 2020, Danneil Museum Salzwedel[25]
- 2022: Lecture Performance und Forschungspräsentation, Orangerie, Westfälische Wilhelms-Universität Münster[26]
- 2024: MONOMENTUM, Baumwollspinnerei, Leipzig[27]
- 2024: Kunst Am Rand 2024 - im Hier und Jetzt zwischen gefunden und vergessen. Kunstausstellung Kinderhaus, Münster

## Veröffentlichungen
- Kreatur o.T., Vexer Verlag: Berlin 2021. ISBN 978-3-907112-27-4

Buchveröffentlichung Kreatur o.T. (2021): Jedes Exemplar zeigt eine andere Kreatur auf der Titelseite.